# 1995-ös Nickelodeon Kids’ Choice Awards
Ez a nyolcadik Nickelodeon Kids’ Choice Awards. amelyet 1995. május 20-án rendeztek Lakewood Church Central Campus, Houston, Texasban.

## Győztesek és jelöltek

### Kedvenc filmszínész
- Jim Carrey - Ace Ventura: Állati nyomozó és A Maszk
- Tim Allen - Télapu
- Keanu Reeves - Féktelenül

### Kedvenc filmszínésznő
- Rosie O'Donnell - A Flintstone család
- Sally Field - Forrest Gump
- Sandra Bullock - Féktelenül

### Kedvenc film
- Az oroszlánkirály
- Ace Ventura: Állati nyomozó
- Féktelenül

### Kedvenc Tv színész
- Tim Allen - Házi barkács
- Martin Lawrence - Martin
- Sinbad - The Sinbad Show

### Kedvenc Tv színésznő
- Tia Mowry és Tamera Mowry - Ikercsajok
- Queen Latifah - Living Single
- Roseanne - Roseanne

### Kedvenc Tv show
- Házi barkács
- Kaliforniába jöttem
- Martin

### Kedvenc rajzfilm
- Doug
- Aladdin
- Animánia
- A Simpson család

### Kedvenc videó játék
- Donkey Kong Country
- Disney's Aladdin
- NBA Jam

### Kedvenc film állat
- A Maszk - Milo (Jack Russell terrier)
- Bír-lak  - Comet
- Egy rém rendes család  - Brúnó

### Hall of Fame díjas
- Whitney Houston

## Nyálkás hírességek
- Mark Curry

## Fordítás
- Ez a szócikk részben vagy egészben  a(z)   1995 Kids' Choice Awards című angol Wikipédia-szócikk ezen változatának fordításán alapul.  Az eredeti cikk szerkesztőit annak laptörténete sorolja fel. Ez a jelzés csupán a megfogalmazás eredetét és a szerzői jogokat jelzi, nem szolgál a cikkben szereplő információk forrásmegjelöléseként.